# Bookwyrm
 (février 2025).
BookWyrm est un réseau social en ligne dédié au partage et à la découverte de livres. Lancé dans le but de permettre aux utilisateurs de garder une trace de leurs lectures, d'échanger des recommandations, de rédiger des critiques et de trouver de nouvelles suggestions de lecture, il offre également la possibilité de rejoindre des communautés de confiance interconnectées. BookWyrm fait partie du Fediverse avec ActivityPub, permettant aux utilisateurs de se connecter avec d'autres réseaux sociaux compatibles tels que Mastodon ou Pleroma.